# 西成铁道
西成铁道 (日语：／／ Nishinari tetsudō)是日本明治时代存在，建設現在JR西日本大阪环状线和櫻島線一部份的私营铁路公司。1906年，日本頒佈《鐵道國有法》，西成鐵道被收歸國有，成為遞信省鐵道局的一部份。

## 历史
1875~1877年间大阪到安治川之间曾有官营铁路的安治川支线，但只运营了2年，便因为当时的大阪港宽度和深度都太小，无法容纳较大的船只，其港口功能被转移到神户港。为了在恢复大阪港的功能，考虑了在安治川口修建港口和铁路的计划。
当时堺市的商人也希望建设大阪到西成郡川北村 (今日大阪市西淀川区、此花区)的铁路。另一方面由于预算限制，政府的建设计划无法迅速实现，于是西成铁道提交了一份请愿书，表示将遵守政府的要求进行建设。1896年2月西成铁道获得施工许可证，5月开始施工。1898年西成铁道大阪和安治川口之间开通。最初仅在福岛和安治川口之间提供客运服务，但次年大阪和福岛之间也开始了客运服务。 
1898年，关西铁道计划收购西成铁道，以建立与大阪港的联系，但由于收购后的效益不确定而没有实施。 1902年再传出收购的传闻，但最终也失败。针对关西铁道这一举措，与关西铁道有竞争关系的官营铁道开始考虑收购西成铁道 。
1904年日俄战争爆发，由于军用物资和军队必须通过大阪港运输，因此政府决定暂时租用西成铁道。1904年全线被租给官营铁道，后续1905年开通的安治川口至天保山（现已废止，在现櫻島站北200公尺）之间的路段也同时被租用。日俄战争结束后，鐵道國有化的呼聲提高，1906年《鐵道國有法》頒布，西成鐵道被列入其中，並在1906年12月1日收歸國有。1909年進行國有鐵道名稱制定時，原西成铁道線被稱為西成線。

## 车站列表
- 大阪站-福岛站- 野田站 -西九条站 - 安治川口站 - 天保山站（位于现樱岛站北方约200m）

西成铁道路线图（1906年11月30日）